# 張守約 (洪武進士)
张守约（？年—？年），陝西同州人，明朝政治人物。

## 生平
洪武二十七年（1394年）甲戌科進士。任大理寺副，左遷上海縣知縣。